# Династія Цзінь (265-420)
Дина́стія Цзінь (спрощ.: 晋朝; кит. трад.: 晉朝; піньїнь: Jìn Cháo) — династія, що правила значною частиною території сучасного Китаю після періоду Саньго, до розпаду імперії на Південні та Північні царства. Ця династія керувалася імператорами з роду Сима (司馬), першим з яких був Сима Янь. Після поразки від кочових племен хунну на чолі із Лю Цуном у 316 році, наступного, 317 року, князь Сима Жуй переніс столицю у східні префектури. Той період отримав назву Східна Цзінь.
Особливістю періоду стало короткочасне об'єднання територій Китаю у єдину імперію, що тривало з 280 (повалення У) до 304 (Повстання П'яти варварів 五胡亂華, Повстання Ву Ху). За винятком цього періоду Китай залишався децентралізованим 360 років, з падіння династії Хань (220) до заснування династії Суй (581).

## Історія
Сима Янь скинув династію Вей. Після цього розгромив царства Шу та У. Перший імператор провів успішні реформи, зокрема впровадив надільну систему, яка залишалися незмінною протягом століть (попри зміну династій). Водночас видав наказ щодо загального роззброєння населення. Подальші імператори не зуміли розвинути попередні успіхи, в результаті чого імперія не змогла стримати набігів і переселення численних сюнну та інших степових народів. Водночас розпочалися внутрішні сум'яття (Війна восьми принців — до 310 року). Це призвело до внутрішнього послаблення, що спричинило вторгнення тюркських, монгольських та тибетських племен, які захопили північ Китаю. 
У 317 році представники роду Сима втекли на південь, де заснували династію Східну Цзінь. Тим часом в Північному Китаї виникли шістнадцять варварських держав, більшість з яких були засновані п'ятьма варварськими племенами (хунну, цзун, цзе, ді, мужун), представниками некитайських етносів.
З перенесенням столиці до Цзянькана влада імператорів остаточно послабилася, стала доволі хиткою. До внутрішнього засилля й зловживань аристократії додалася загроза з боку «варварських» держав півночі. Довелося вести постійні війни з державами Рання та Пізня Чжао, Рання Янь та Рання Цінь. У 383 році за імператора Сяо-у-ді вдалося на тривалий термін ліквідувати цю загрозу. При його наступниках посилися змови й заколоти з боку знаті, особливо за часів імператора Ань-ді, які намагалися встановити вплив свого роду над державою. Значний удар спричинив заколот впливового військовика Хуань Сюаня у 399—404 роках. Зрештою у 420 році зрікся трону останній імператор Гун-ді. Династія Цзінь припинила існування. Виникла нова — Лю Сун, перша держава з Південних династій.

## Культура
Проходить зміна офіційного шрифту — з кутуватого на круглястий.
Починається новий етап відродження колишніх літературних жанрів, з'являються нові. Яскравими представниками цього періоду були поети та буддисти Сунь Чо (314–371) та Сє Лін'юнь (385—433). Значними літераторами й вченими цього часу був Хуанфу Мі та Ге Хун. Відомим письменником та істориком був Гань Бао, який особливо цікавився містикою та духами.
Знать продовжує сповідувати конфуціанство. Водночас набувають поширення серед заможних містян та чиновництва різні буддистські течії, стають популярними школи медитації. Стають відомим буддистські трактати з Індії, які перекладаються ченцями. Буддизм, окрім всього, впливають й на мистецтво. Перекладається література з логіки, математики, астрології, астрономії, медицини.
Відбувається розвиток образотворчого мистецтва, головну роль в якому відіграє відображення уявлення. Започатковується жанр портрету та пейзажу на сувоях та ширмах. Особливо вражає на сувоях Вей Сє.
Період Цзінь добре відома якістю своїх порцелянових виробів, так званої зеленуватої морської хвилі. Вони представлені у вигляді тварин, цифр.
За правління імператора У-ді у місцині Цзіньшу біля витоку р.Цзіньшуй (повіт Лоян, провінція Хенань) розбудовано чудовий сад з палацами, альтанками, басейнами.

## Імператори

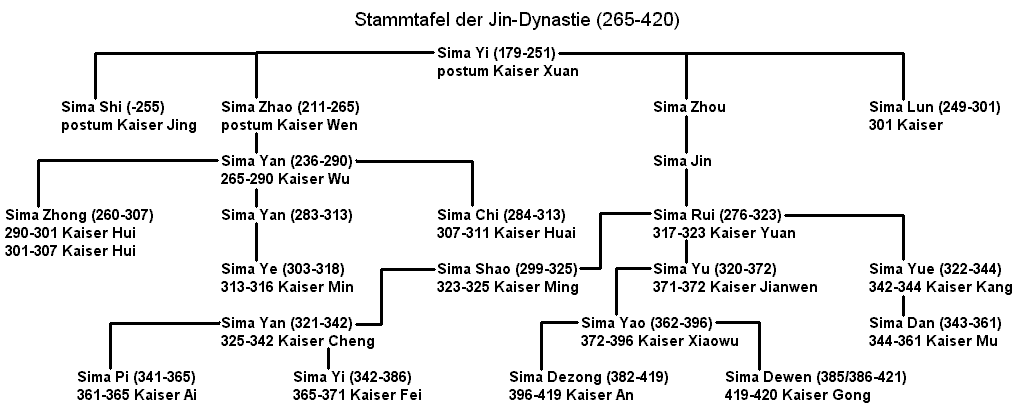
Імператори династії Цзінь